# Calasca-Castiglione
Calasca-Castiglione är en ort och kommun i provinsen Verbano Cusio Ossola i regionen Piemonte i Italien. Kommunen hade 611 invånare (2018).